# Bettviller
Bettviller – miejscowość i gmina we Francji, w regionie Grand Est, w departamencie Mozela.
Według danych na rok 1990 gminę zamieszkiwało 697 osób, a gęstość zaludnienia wynosiła 38 osób/km² (wśród 2335 gmin Lotaryngii Bettviller plasuje się na 485. miejscu pod względem liczby ludności, natomiast pod względem powierzchni na miejscu 222.).

## Linki zewnętrzne

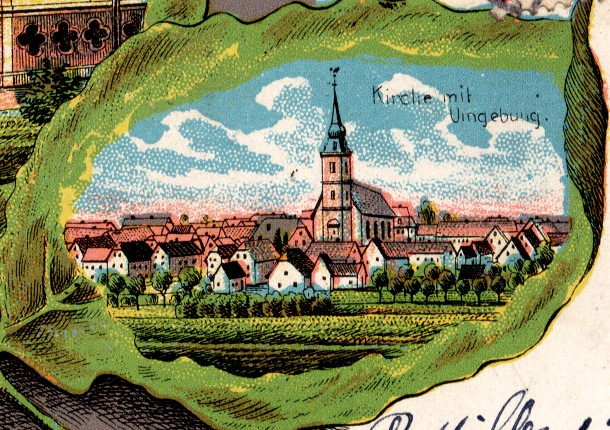
Pocztówka miejska z 1904 roku